# Жиронда
Жиро́нда (фр. Gironde, окс. Gironda) — департамент, расположенный на юго-западе Франции, входящий в состав региона Новая Аквитания. Название департамента произошло от эстуария Жиронда, который образуется при слиянии рек Дордонь и Гаронна у косы Амбес на территории департамента.
Административный центр (префектура) — город Бордо. Жиронда, имея площадь 10 725 км², является самым крупным из департаментов французской метрополии.

## География
Жиронда является частью французского административного региона Новая Аквитания. Граничит с департаментами Ланды, Ло и Гаронна, Дордонь и Приморская Шаранта. Жиронда — крупнейший по территории департамент европейской Франции.
По территории Жиронды с юго-востока на северо-запад протекают крупные реки Дордонь и Гаронна, которые при слиянии образуют эстуарий Жиронда, впадающий в Атлантический океан. Эстуарий Жиронды является самым крупным в Европе.
Территорию департамента можно разделить на четыре различные зоны:
- Приливное побережье, где находится несколько курортов, весьма многолюдных в летний сезон. Только в XIX веке людям удалось закрепить здесь прибрежные дюны. Так называемый Серебряный берег в Жиронде хорошо подходит для сёрфинга.
- Вся западная половина департамента покрыта сосновым лесом. Часть этих лесов, имеющих название лес Ландов, была высажена в XIX веке с целью осушения заболоченных земель, что положило конец земледельческо-скотоводческой системе, укоренившейся в Ландах той эпохи (характерным образом Ландов прежней эпохи были пастухи на ходулях). В этой местности широко практиковался геммаж вплоть до конца XX века.
- Бордоле — винодельческий регион вокруг Бордо, где работают крупные виноградарские хозяйства, обеспечивающие мировую известность бордоских вин.
- Район города Базас, где занимаются выращиванием кукурузы, табака, томатов, спаржи, а также разведением коров базасской породы. В районе развито лесоводство. Здесь крепко держатся гасконские традиции. В этих землях родился папа римский Климент V, гасконец по происхождению. Именно в этом районе сосредоточено наибольшее количество исторических достопримечательностей Жиронды: собор Иоанна Крестителя в Базасе (объект Всемирного наследия ЮНЕСКО), замки Роктайад, Маль, Казенёв, Бюдос, Фарг, Вилландро, коллегиальная церковь в Юзесте.

На территории западной и южной части департамента ранее находилась историческая область Гасконь - здесь произрастает большая часть лесов природной области Гасконские ланды. На территории Жиронды расположен 126-километровый отрезок атлантического побережья — от мыса Пуант де Грав до Аркашонского залива.
На побережье Жиронды развит курортный туризм, в особенности в окрестностях Аркашонского залива. Одной из основных туристических достопримечательностей Жиронды является дюна в Пиле, самая высокая дюна в Европе.
Климат в Жиронде выраженно морской.

## История

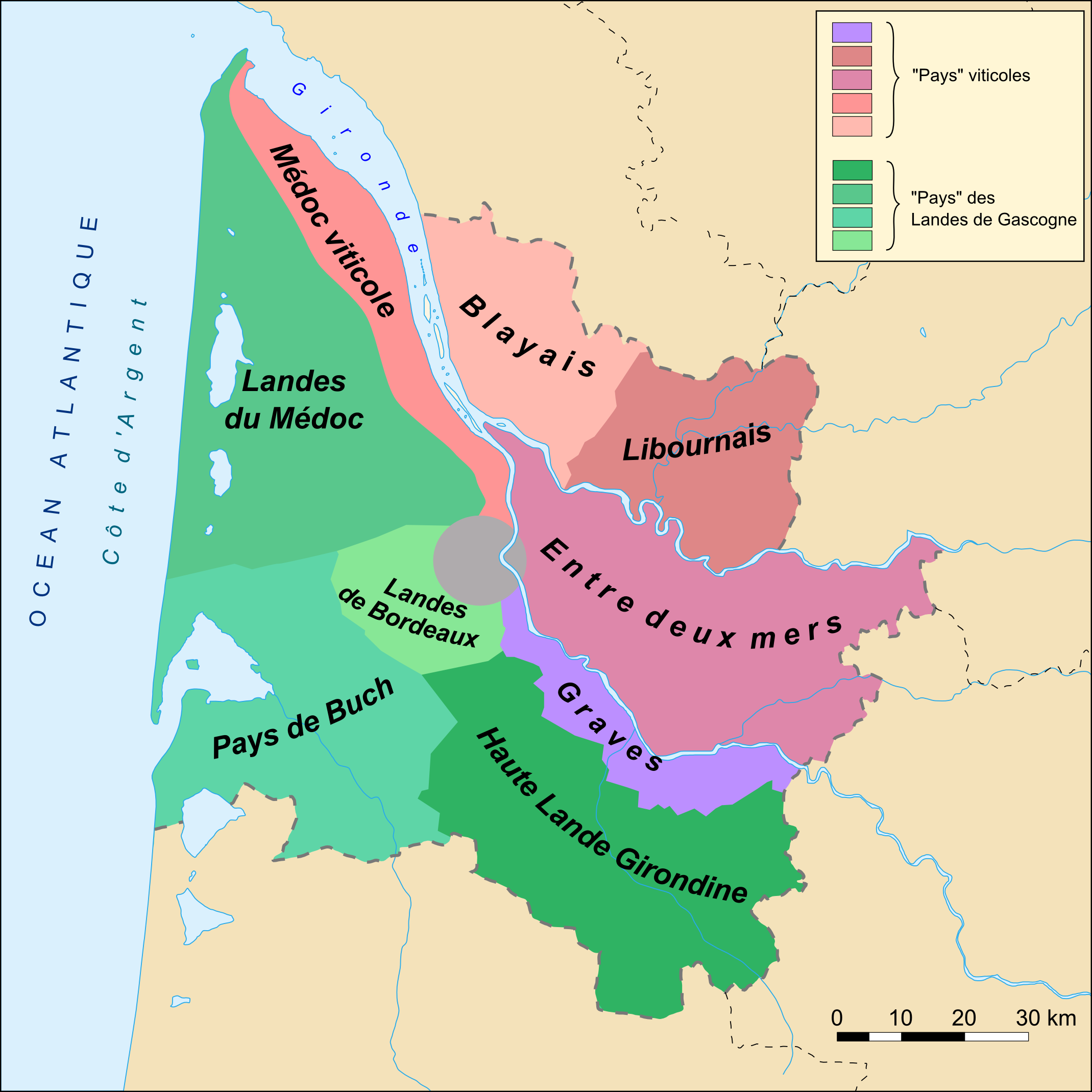
Схема природных областей Жиронды

Департамент был образован 4 марта 1790 года в период Французской революции, на основании закона от 22 декабря 1789 года. Первоначально департамент включал земли исторических провинций Гиень и Гасконь.
В период с 1793 по 1795 годы департамент носил имя Bec-d’Ambès, по названию косы в точке слияния рек Дордони и Гаронны. В ту эпоху слово Жиронда прочно ассоциировалось с названием парламентской партии жирондистов, члены которой впоследствии были арестованы.
В настоящее время департамент Жиронда включает в себя три исторических района, каждый из которых обладает своим неповторимым культурным наследием:
- Столица Бордо и её окрестности
- Часть территории Гасконских Ландов
- Часть Гиени (Гиень жиронден)

Между 1789 и 1850 годами западная часть департамента представляла собой заболоченную пустошь (примерно от 60 % до 70 % территории). На этой песчаной равнине регулярно выжигали растительные остатки, чтобы удобрить почву и обеспечить пропитание многочисленных отар овец, которых пасли пастухи, встававшие на ходули. При помощи ходулей пастухи могли легче преодолевать большие расстояния (от 15 до 20 километров в сутки), следуя за отарой. Вплоть до 1857 года, когда во Франции был принят Закон об оздоровлении и реформе культуры в Гасконских Ландах, на этих землях был широко распространён земледельческо-скотоводческий уклад, сила которого была в свободном использовании общественного имущества. Последующая систематизация посадок сосны, которую культивировали для добычи смолы (плач растений) и заготовки древесины, сопровождавшаяся продажей общинных земель и имущества во второй половине XIX века, радикально изменила экономику и ландшафт большей части департамента.
После государственного переворота Наполеона III 2 декабря 1851 года Жиронда оказалась в числе французских департаментов, где было объявлено осадное положение во избежание массовых народных выступлений. Было арестовано около ста оппозиционеров.
К окончанию Второй мировой войны численность армии движения Сопротивления в департаменте составляла 2705 человек.

## Достопримечательности

### Замки

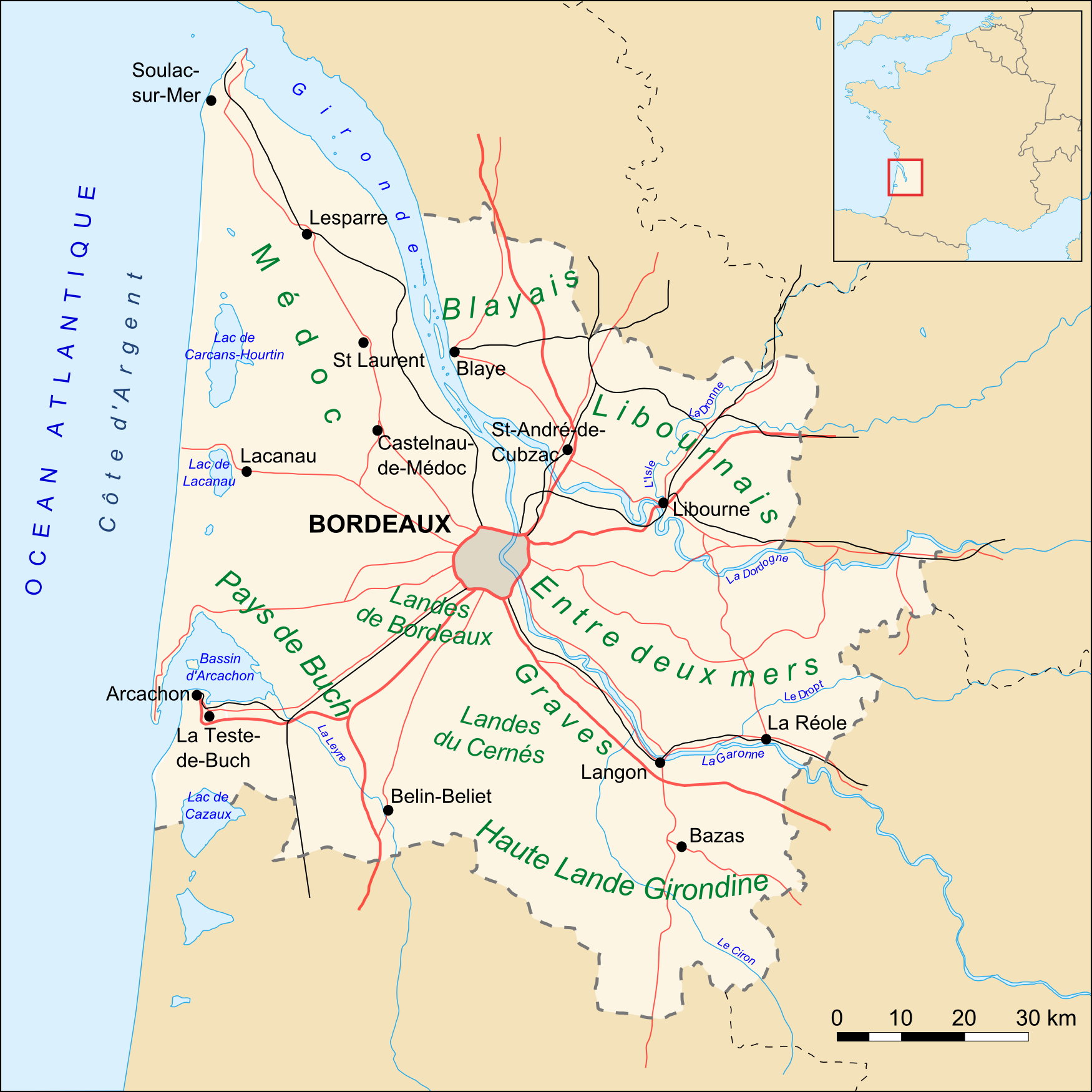
Города и дороги на карте Жиронды

- Комплекс укреплений под названием «запор эстуария», созданный французским военным инженером Вобаном, в который входит цитадель в Блайе, форт Медок и форт Пате.
- Замок Роктайад, замок Ла-Бред, замок Лангуаран, Розан, Вер, шато де Кадийак (ещё известное как шато герцогов Эпернон), замок Казенёв и ещё более двух десятков замков.
- Почётная башня (Леспар-Медок), Королевская башня (Сент-Эмильон).

### Маяки
- Кордуанский маяк
- Маяк Грав
- Маяк Кап-Ферре
- Маяк Ришар

### Города
- Город Бордо, административный центр региона и департамента, включён в Список объектов Всемирного наследия ЮНЕСКО во Франции.
- Город Сент-Эмильон, признанный объектом Всемирного наследия ЮНЕСКО, начиная с 1999 года.
- Кастийон-ла-Батай, Кастельморон-д’Альбре, Сулак-сюр-Мер, Рион, Ла-Реоль
- Либурн, крупнейший населённый пункт на восточной стороне винодельческого региона Бордо («правый берег»).
- Сент-Фуа-ла-Гранд

### Соборы и церкви
- Собор святого Андрея, кафедральный собор в готическом стиле
- Базилика Святого Михаила, католический храм в Бордо, одна из высочайших церквей Франции (высота 114 метров).